# In Rainbows
In Rainbows és el setè àlbum d'estudi de la banda britànica Radiohead. Fou publicat el 10 d'octubre de 2007 digitalment des del web propi del grup, de forma que els usuaris podien escollir el preu a pagar pel CD. Fou el primer treball que Radiohead va llançar un cop finalitzat el seu contracte amb la discogràfica EMI.
Durant més de dos anys van estar treballant en la composició d'aquest àlbum i amb la producció de Mark Stent i Nigel Godrich. Entremig de les gravacions van anar de gira per Europa i Amèrica del Nord durant uns tres mesos a mitjans de 2006. In Rainbows va entrar a la posició més alta de les llistes britànica i estatunidenca a l'octubre de 2008. Es van vendre més de tres milions de còpies arreu del món en formats físic i digital. A més també fou guardonat amb els premis Grammy al millor àlbum de música alternativa i millor llançament d'edició limitada.

## Informació
A principis de 2005, Radiohead van començar a treballar en el seu setè àlbum d'estudi però fins passat l'estiu no van començar les primeres sessions de gravació. Mitjançant el seu nou bloc Dead Air Space anaven actualitzant el progrés de la gravació per informar als seus seguidors. Els seus membres es van anar encallant a poc a poc en el procés de creació, i per evitar frustracions, van posposar les gravacions pel 2006. El grup va decidir tornar a anar de gira a les principals ciutats del món per refrescar les seves idees. Van tocar tant en multitudinaris festivals d'estius com en petits escenaris de clubs i teatres. En alguns concerts van introduir algunes de les noves cançons amb les quals van treballar a l'estudi.
Un any després, a l'octubre de 2006, Radiohead va tornar a l'estudi per reprendre l'enregistrament del nou disc, aquest cop al Tottenham Court House de Marlborough, al Halswell House de Taunton, al Hospital Studios de Covent Garden i al seu estudi d'Oxfordshire. Inicialment van escollir Mark Stent per realitzar la producció del disc en comptes del productor de tota la seva carrera, Nigel Godrich. Mentrestant van anar publicant diverses fotografies i vídeos en el seu bloc perquè els seus seguidors poguessin seguir el seu treball diari. Al final, van acabar definitivament les sessions de gravació al juny de 2007 i la masterització el mes següent al Gateway Mastering de Nova York.
Yorke va indicar que les lletres de les cançons estaven basades en les pors i sentiments pessimistes de la vida. L'art del disc fou dissenyat per Stanley Donwood amb la col·laboració de Yorke com sempre feien des de 1994. Donwood va experimentar amb una tècnica de gravats fotogràfics, introduint les imatges en banys àcids amb resultats diversos. Inicialment tenia planejat fer una exploració sobre la vida suburbana, però després de saber que aquest tema poc a veure amb el so del disc, va canviar d'idea i fer una treball més orgànic. Durant la gravació del disc, Donwood portava imatges a l'estudi perquè els membres de Radiohead poguessin interaccionar i fer comentaris sobre elles. Posteriorment també en penjava algunes al web oficial del grup. Radiohead va decidir no llançar la portada amb les còpies digitals i mantenir-la només en les físiques. A més, també contenien material addicional de Donwood.

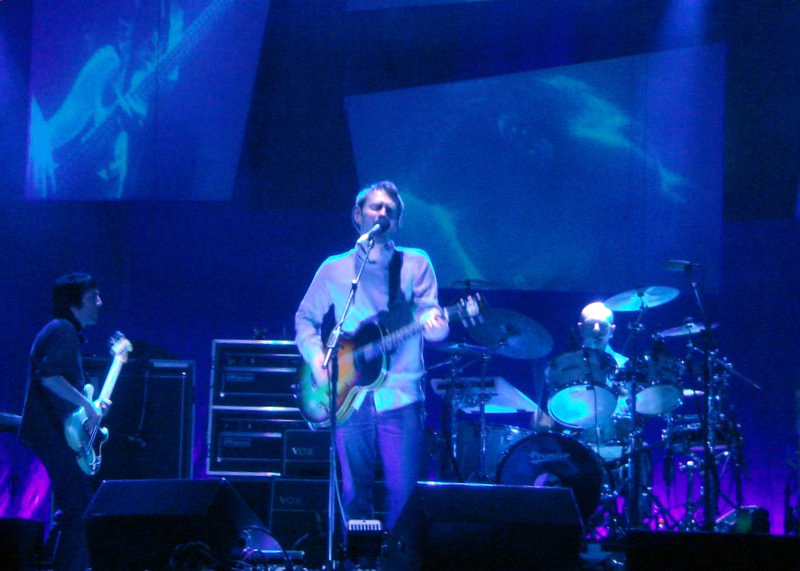
Radiohead en concert al Greek Theatre de Berkeley (2006).

Després d'haver complert el seu contracte de sis àlbums amb la discogràfica EMI, Radiohead no tenia clar si publicar el nou material en forma de disc o llançar senzills acompanyats d'EPs. També van descartar inicialment fer la publicació només a internet perquè pensaven que alguns dels seus fans no tenien els mitjans tecnològics per aconseguir aquest material. Tanmateix, com que els darrers discs que havien editat s'havien filtrat a la xarxa abans que es publiquessin, finalment van decidir penjar-lo directament al seu web oficial. El disc estava disponible en format de fitxer ZIP amb les deu cançons de l'àlbum en format MP3 a 160 kbit/s sense DRM. Després d'adquirir el disc, l'usuari podia indicar el preu desitjat a pagar tenint en compte que podia adquirir-se de franc.
Per a la realització del videoclip van organitzar un concurs el març de 2008, on els participants havien de crear un videoclip complet i el guanyador seria premiat amb 10.000$. AniBOOM, Radiohead, TBD Records i Adult Swim van escollir el guanyador i llavors fou estrenat. Com que el grup va quedar impressionat per la qualitat de molts dels participants, posteriorment van decidir premiar els quatre guanyadors diferents més un plus de 1.000$ per cada un dels deu semifinalistes, si creaven un clip d'un minut.
A mitjans de 2008, el grup va declarar que s'havien produït al voltant de 100.000 descàrregues de l'àlbum des del seu web oficial. Aprofitant que la descàrrega del disc era gratuïta, la majoria dels usuaris no van pagar cap quantitat per obtenir el disc. Tanmateix, la majoria de reserves van ser molt rendibles, fins al punt de superar les vendes totals obtingues amb Hail to the Thief. Van calcular que la mitjana rondava les 4 lliures esterlines per descàrrega. Com que els organismes oficials no podien registrar les descàrregues digitals de l'àlbum, aquest no va aparèixer a la llista d'àlbums britànics fins que van llançar la còpia física, que va debutar directament al capdamunt la primera setmana amb gairebé 50.000 unitats. Als Estats Units va debutar en mal lloc però a la següent setmana també va aconseguir la primera posició. Allà va esdevenir el desè àlbum de distribució independent en aconseguir el número u en tota la història. Entre descàrregues digitals i vendes físiques, van aconseguir superar els tres milions de còpies a tot el món. Durant el 2008 van llançar els senzills "Jigsaw Falling into Place", "Nude" i "Reckoner", però cap va obtenir un èxit destacat.
In Rainbows va rebre una important aclamació per part de la crítica mundial, fet que es demostra quan molts mitjans van donar gairebé la màxima puntuació al disc. Posteriorment també fou destacat com un dels millors treballs de l'any 2007. Fou nominat en els Premis Mercury del 2008 i també va rebre nominacions als millor àlbum de l'any, millor producció de l'any, millor àlbum de música alternativa i millor edició limitada especial en els premis Grammy del 2009, dels quals van guanyar els dos darrers.
La cançó està inspirada en les històries de fantasmes de l'època victoriana que explica la novel·la The Stepford Wives d'Ira Levin. L'enregistrament de la cançó es va realitzar d'una sola presa en una mansió en runes a petició del productor, Nigel Godrich, que volia situar als membres de la banda en una situació incòmode per crear una atmosfera diferent de la que s'obté en un estudi d'enregistrament.
Bodysnatchers fou llançada junt amb "House of Cards" com a senzill promocional i va aconseguir la posició més alta d'un senzill de Radiohead als Estats Units des del debutant "Creep" de 1993.

## Llista de cançons
Totes les cançons foren escrites i compostes per Radiohead. 
| Núm.          | Títol                       | Durada |
| ------------- | --------------------------- | ------ |
| 1.            | «15 Step»                   | 3:58   |
| 2.            | «Bodysnatchers»             | 4:02   |
| 3.            | «Nude»                      | 4:15   |
| 4.            | «Weird Fishes/Arpeggi»      | 5:18   |
| 5.            | «All I Need»                | 3:48   |
| 6.            | «Faust Arp»                 | 2:09   |
| 7.            | «Reckoner»                  | 4:50   |
| 8.            | «House of Cards»            | 5:28   |
| 9.            | «Jigsaw Falling into Place» | 4:09   |
| 10.           | «Videotape»                 | 4:42   |
| Durada total: | Durada total:               | 42:43  |

Cançons de bonificació en l'edició limitada
| Núm. | Títol                                             | Durada |
| ---- | ------------------------------------------------- | ------ |
| 1.   | «Jigsaw Falling into Place»                       | 4:09   |
| 2.   | «Down Is the New Up» (Directe, From The Basement) | 5:07   |
| 3.   | «Last Flowers» (Directe, From The Basement)       | 4:11   |

### Disc extra
El discbox incloïa un disc de bonificació amb vuit cançons addicionals que es podia aconseguir mitjançant descàrrega digital en la seva botiga virtual el 9 de juny de 2009.
Totes les cançons foren escrites i compostes per Radiohead (Colin Greenwood, Jonny Greenwood, Ed O'Brien, Phil Selway i Thom Yorke). 
| Núm.          | Títol                | Durada |
| ------------- | -------------------- | ------ |
| 1.            | «MK 1»               | 1:04   |
| 2.            | «Down Is the New Up» | 4:59   |
| 3.            | «Go Slowly»          | 3:48   |
| 4.            | «MK 2»               | 0:53   |
| 5.            | «Last Flowers»       | 4:27   |
| 6.            | «Up on the Ladder»   | 4:17   |
| 7.            | «Bangers + Mash»     | 3:20   |
| 8.            | «4 Minute Warning»   | 4:06   |
| Durada total: | Durada total:        | 26:49  |

## Posicions en llista
| Llista        | Posició |
| ------------- | ------- |
| Regne Unit    | 1       |
| Austràlia     | 2       |
| Canadà        | 1       |
| França        | 1       |
| Nova Zelanda  | 2       |
| Alemanya      | 8       |
| Japó          | 11      |
| Billboard 200 | 1       |

## Personal
Radiohead
- Colin Greenwood – baix, seqüenciadors
- Jonny Greenwood – guitarra, ones Martenot, teclats, programació, sintetitzadors, seqüenciador, celesta, arranjaments musicals
- Ed O'Brien – guitarra, veus addicionals, efectes, sampler
- Phil Selway – bateria, programació
- Thom Yorke – cantant, guitarra, piano, art (acreditat com a "Dr Tchock")

Personal addicional
- Stanley Donwood – portada
- Nigel Godrich – productor musical, mescles, enginyeria
- Dan Grech-Marguerat – enginyeria
- Bob Ludwig – masterització
- Matrix Music School children's choir – coral a "15 Step"
- The Millennia Ensemble – instruments de corda
- Hugo Nicolson – enginyeria
- Graeme Stewart – pre-producció
- Richard Woodcraft – enginyeria

## Guardons
Premis
- 2009: Grammy al millor àlbum de música alternativa
- 2009: Grammy a l'àlbum de l'any